# Guaraguaoonops hemhem
Espèce
Guaraguaoonops hemhem est une espèce d'araignées aranéomorphes de la famille des Oonopidae.

## Distribution
Cette espèce est endémique du Brésil. Elle se rencontre  au Maranhão, au Piauí et au Ceará.

## Description
Le mâle holotype mesure 1,12 mm et la femelle paratype 1,15 mm.

## Publication originale
- Brescovit, Rheims, Bonaldo, Santos & Ott, 2012 : The Brazilian goblin spiders of the new genus Guaraguaoonops (Araneae: Oonopidae). American Museum novitates, no 3735, p. 1-13 (texte intégral).